# 愛達荷州第二國會選區
愛達荷州第二國會選區（英語：Idaho's 2nd congressional district）是美国愛達荷州兩個國會選區之一，始於1918年。範圍包括愛達荷州東部。2023年人口95萬5,765人。
當前該區的聯邦眾議員是共和黨的邁克·辛普森，1999年就任至今。他與1951年以來代表本區的眾議員一樣都是摩門教信徒。